# 黄金駅 (北海道)
黄金駅（こがねえき）は、北海道伊達市南黄金町にある北海道旅客鉄道（JR北海道）室蘭本線の駅である。駅番号はH35。電報略号はコネ。事務管理コードは▲130309。

## 歴史

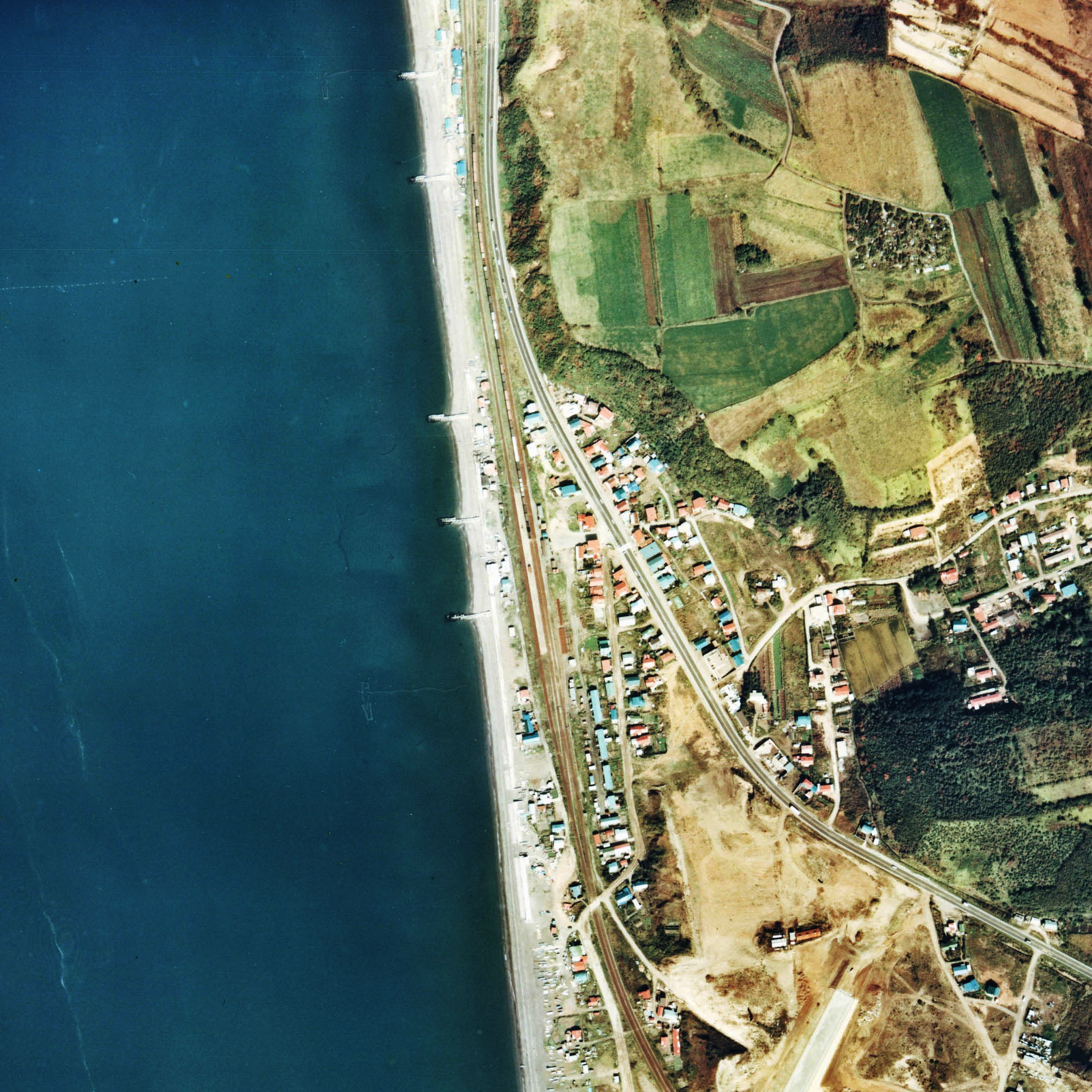
1976年の黄金駅と周囲約1km範囲。下が東室蘭方面。下側本線から右へ旧線跡が小道状になって残る。構内は長万部方が長く、DD51に率いられた下り貨物列車が構内踏切の際まで寄せて待避しているのが確認できる。

- 1925年（大正14年）8月20日：鉄道省長輪東線輪西駅（現・東室蘭駅） - 伊達紋別駅間開通に伴い黄金蘂駅（おこんしべえき）として開業[1]。一般駅[1]。
- 1928年（昭和3年）9月10日：線路名を長輪線に改称、同線の駅となる。
- 1931年（昭和6年）4月1日：長輪線を室蘭本線に編入、それに伴い同線の駅となる。
- 1952年（昭和27年）11月15日：黄金駅に改称[1]。
- 1960年（昭和35年）10月15日：貨物取扱い廃止[1]。
- 1980年（昭和55年）5月15日：室蘭本線のCTC化により無人[4]（簡易委託）化。同時に荷物取扱い廃止[1]。
- 1987年（昭和62年）4月1日：国鉄分割民営化によりJR北海道に継承[1]。
- 1988年（昭和63年）：駅舎改築。
- 時期不詳[注 1]：簡易委託廃止、完全無人化。

### 駅名の由来
当駅の所在する地名より。
この地を流れる現在の気仙川がアイヌ語で「川尻に・コンブ・群生する・もの」を意味する「オコㇺプシュペ（o-kompu-us-pe）」と呼ばれており、当初はこれに「黄金蘂（おこんしべ）」と漢字を当てたものが、後年下略の上読み替え「黄金」の名称となった。
改称の理由について1973年（昭和48年）に国鉄北海道総局が発行した『北海道　駅名の起源』では、「字がむずかしいので」としている。

## 駅構造
単式ホーム・島式ホーム（片面使用）複合型の2面2線を有する地上駅。かつては2面3線の配線であったが、1983年（昭和58年）時点で島式の駅舎側の1線（中線・旧2番線）は長万部方の転轍機及びホームまでの線路が撤去され、岩見沢方は上下線への転轍機が残され側線となっていた。さらに1993年（平成5年）時点で転轍機を含め完全に撤去されていた。互いのホームは駅舎側単式ホーム北側と島式ホーム北側を結んだ構内踏切で連絡している。そのほか1983年（昭和58年）時点で1番線側（駅舎側、下り線）に岩見沢方から分岐した短い側線を1線有していたが、これも1993年（平成5年）時点で転轍機を含め撤去されている。
無人駅となっている。駅舎は線路の東側（陸側・岩見沢方面に向かって左側）に位置し単式ホームに接している。有人駅時代の下見板張りの駅舎は改築されたが、新しい駅舎も下見板張りを採用している。駅舎内にトイレを有する。
かつては駅舎内に売店があり、無人化後も簡易委託として乗車券を販売していたほか、依頼すれば国鉄時代からの駅スタンプも押すことが出来た（1993年（平成5年）時点では営業中であった）。
駅横の駐輪場には枕木が再利用されている。

### のりば
| 番線 | 路線      | 方向 | 行先             |
| ---- | --------- | ---- | ---------------- |
| 1    | ■室蘭本線 | 下り | 東室蘭・室蘭方面 |
| 2    | ■室蘭本線 | 上り | 豊浦・長万部方面 |

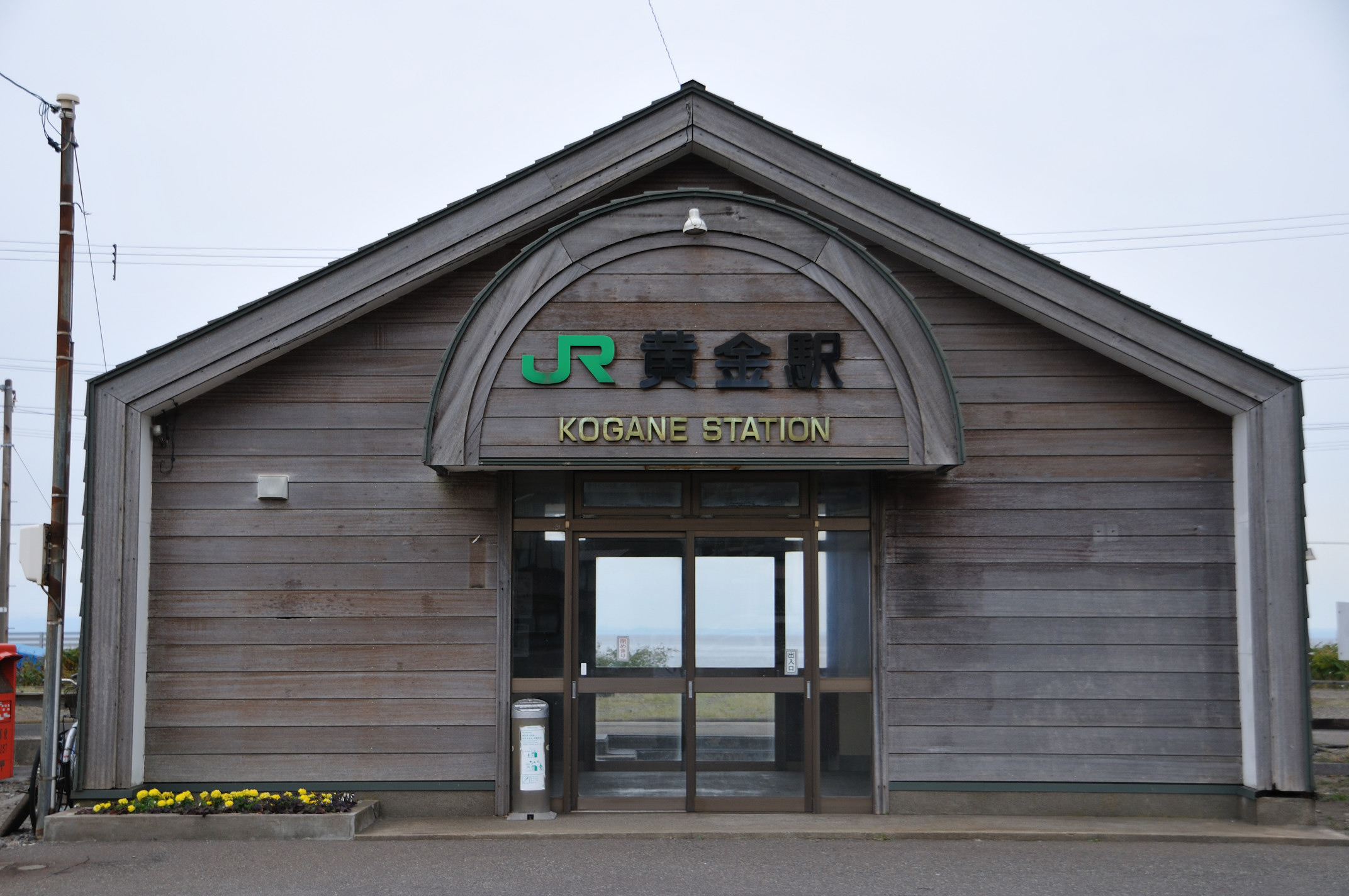
駅舎（2009年9月）
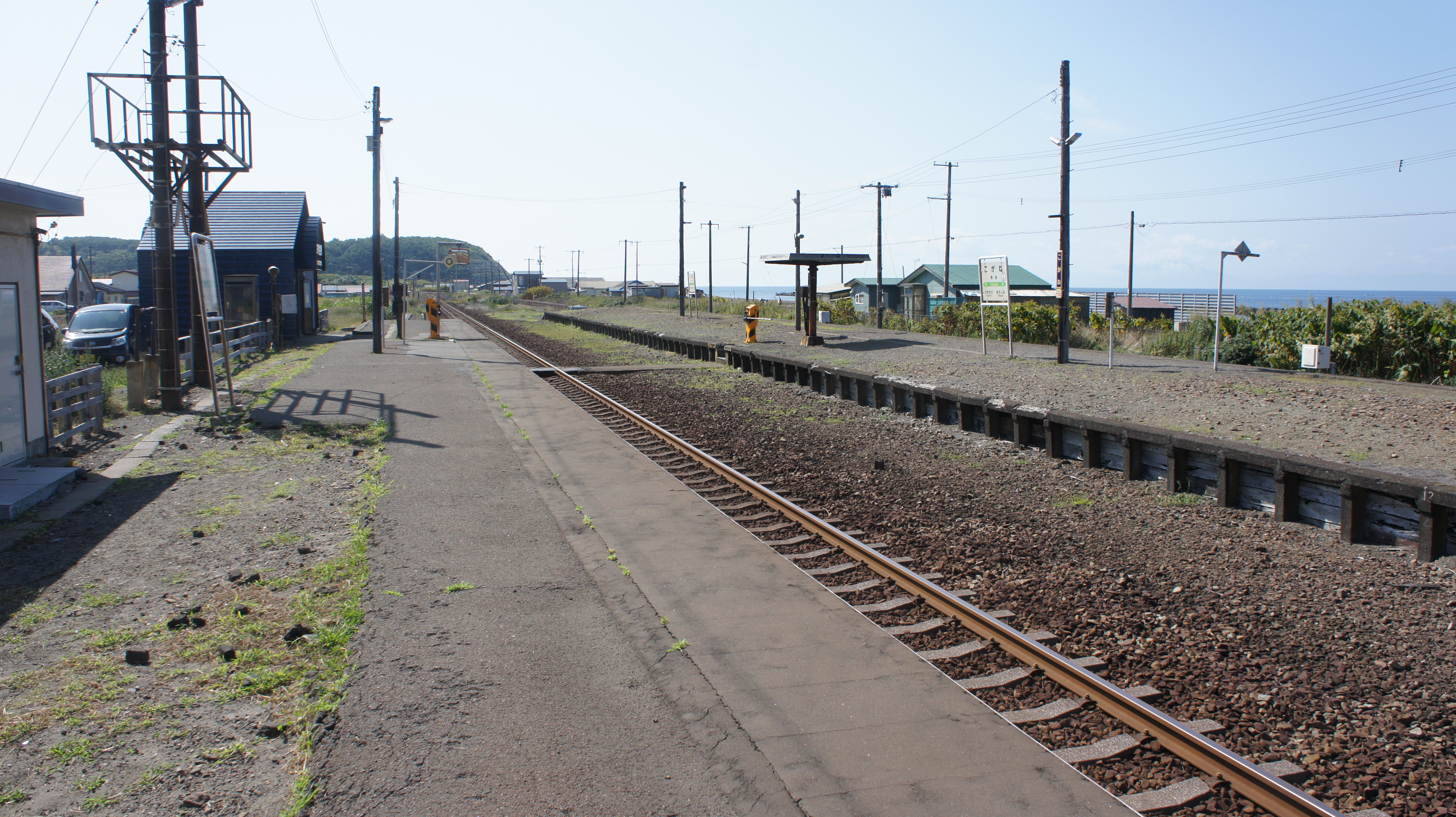
ホーム（2017年9月）
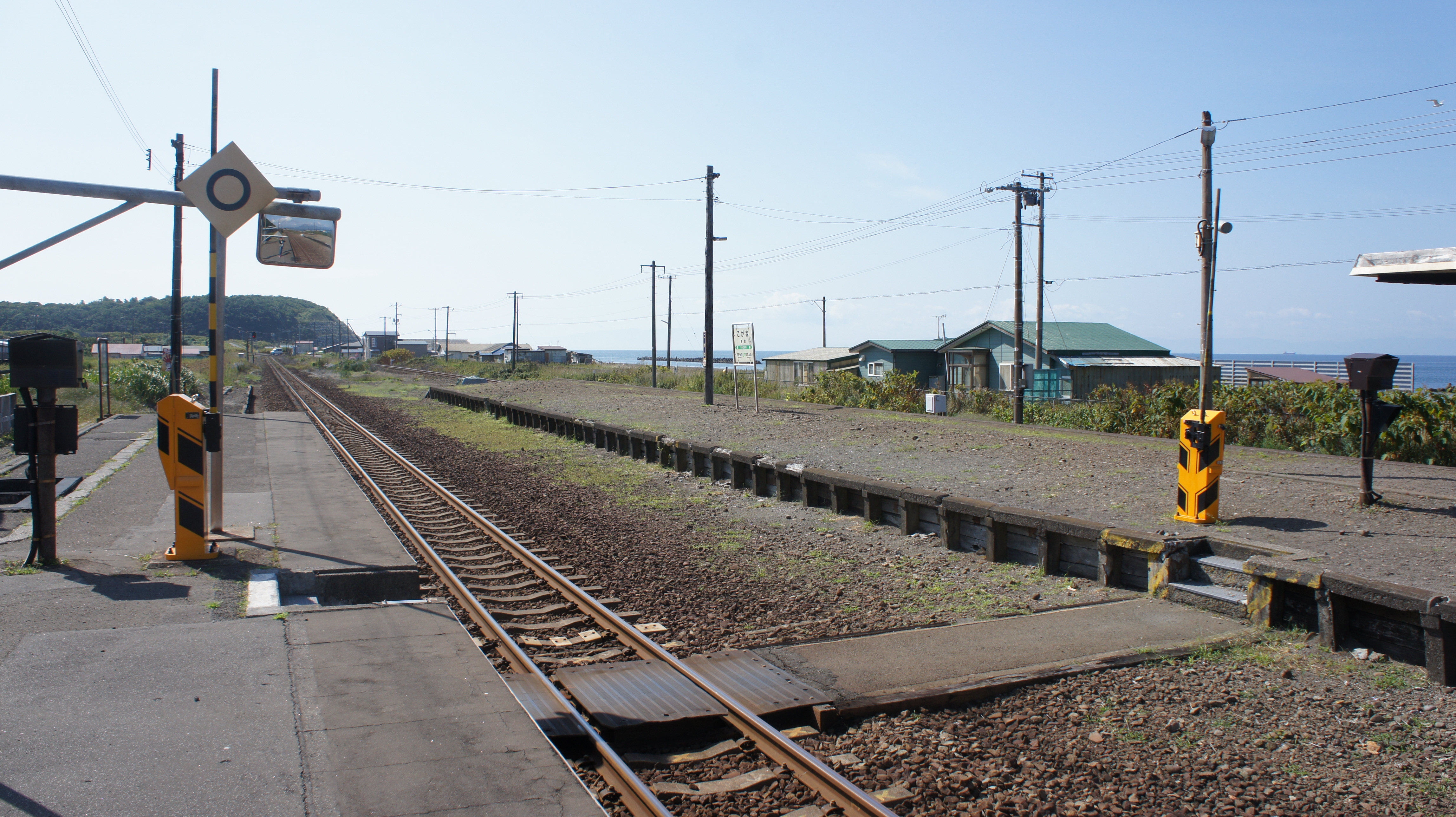
構内踏切（2017年9月）
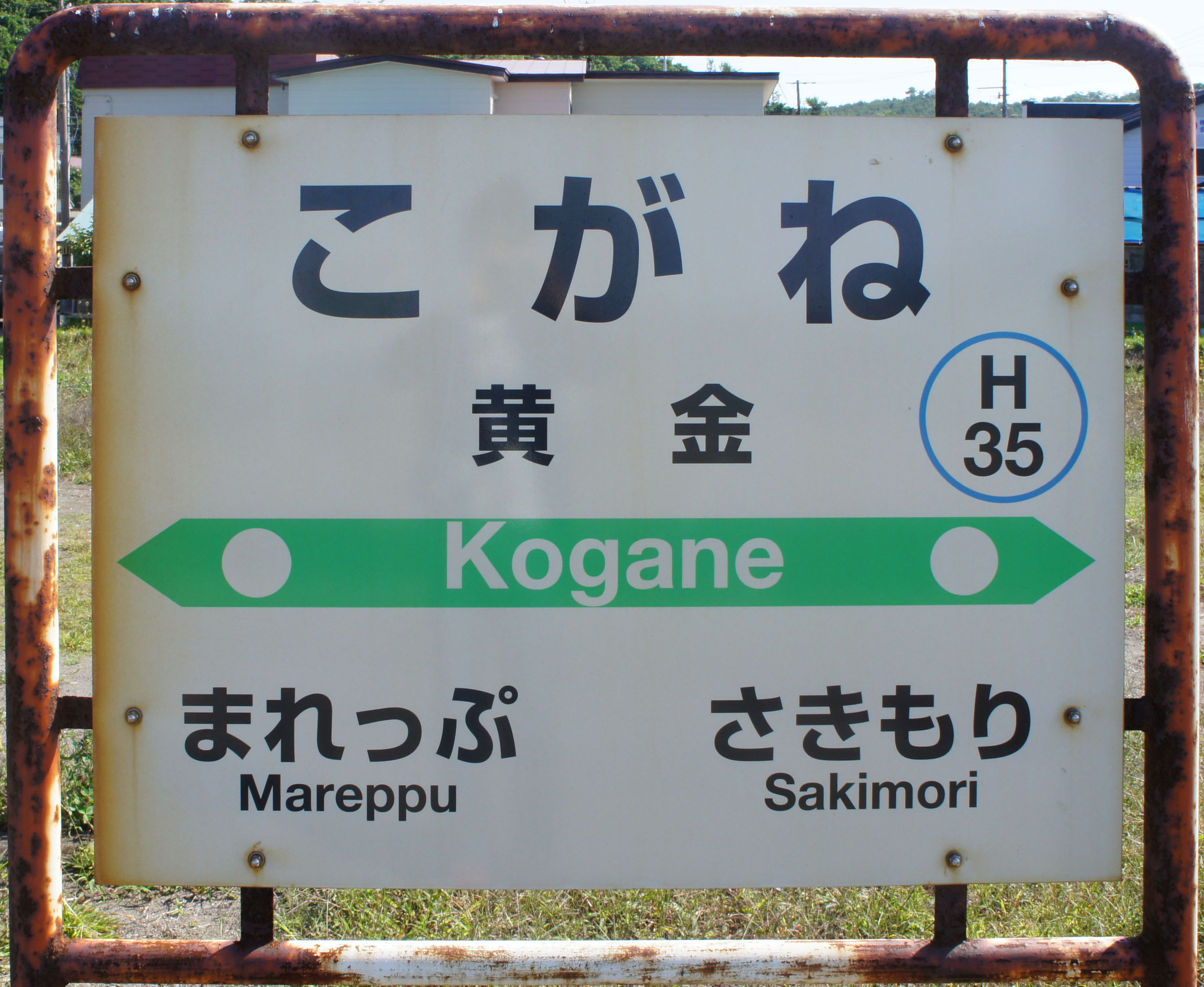
駅名標（2017年9月）

## 利用状況
乗車人員の推移は以下のとおり。年間の値のみ判明している年については、当該年度の日数で除した値を括弧書きで1日平均欄に示す。乗降人員のみが判明している場合は、1/2した値を括弧書きで記した。また、「JR調査」については、当該の年度を最終年とする過去5年間の各調査日における平均である。
| 年度               | 乗車人員 | 乗車人員 | 乗車人員     | 出典       | 備考                |
| 年度               | 年間     | 1日平均  | JR調査       | 出典       | 備考                |
| ------------------ | -------- | -------- | ------------ | ---------- | ------------------- |
| 1981年（昭和56年） |          | （49.0)  |              | [ 8 ]      | 1日平均乗降人員98人 |
| 1992年（平成04年） |          | (41.0)   |              | [ 2 ]      | 1日平均乗降人員76人 |
| 2015年（平成27年） |          |          | 「10名以下」 | [ JR北 1 ] |                     |
| 2018年（平成30年） |          |          | 「10名以上」 | [ JR北 2 ] |                     |
| 2019年（令和元年） |          |          | 「10名以上」 | [ JR北 3 ] |                     |
| 2020年（令和02年） |          |          | 「10名以上」 | [ JR北 4 ] |                     |
| 2021年（令和03年） |          |          | 「10名以下」 | [ JR北 5 ] |                     |
| 2022年（令和04年） |          |          | 「10名以下」 | [ JR北 6 ] |                     |

1日の平均乗降人員は以下の通りである。
| 乗降人員推移 | 乗降人員推移 |
| 年度         | 1日平均人数  |
| ------------ | ------------ |
| 2011         | 6            |
| 2012         | 12           |
| 2013         | 14           |
| 2014         | 14           |

## 駅周辺
当駅は内浦湾の海際にあり、ホームから青く広い海が望める。
- 国道37号
- 伊達警察署黄金駐在所
- 黄金郵便局
- 伊達市消防署黄金支署
- 伊達市立黄金小学校(2020年3月閉校)
- 千舞鼈川
- 史跡北黄金貝塚公園
  - 北黄金貝塚
- 道南バス「黄金」停留所

## 隣の駅
北海道旅客鉄道（JR北海道）
■室蘭本線
稀府駅 (H36) - 黄金駅 (H35) - 崎守駅 (H34)